# Паровий автомобіль

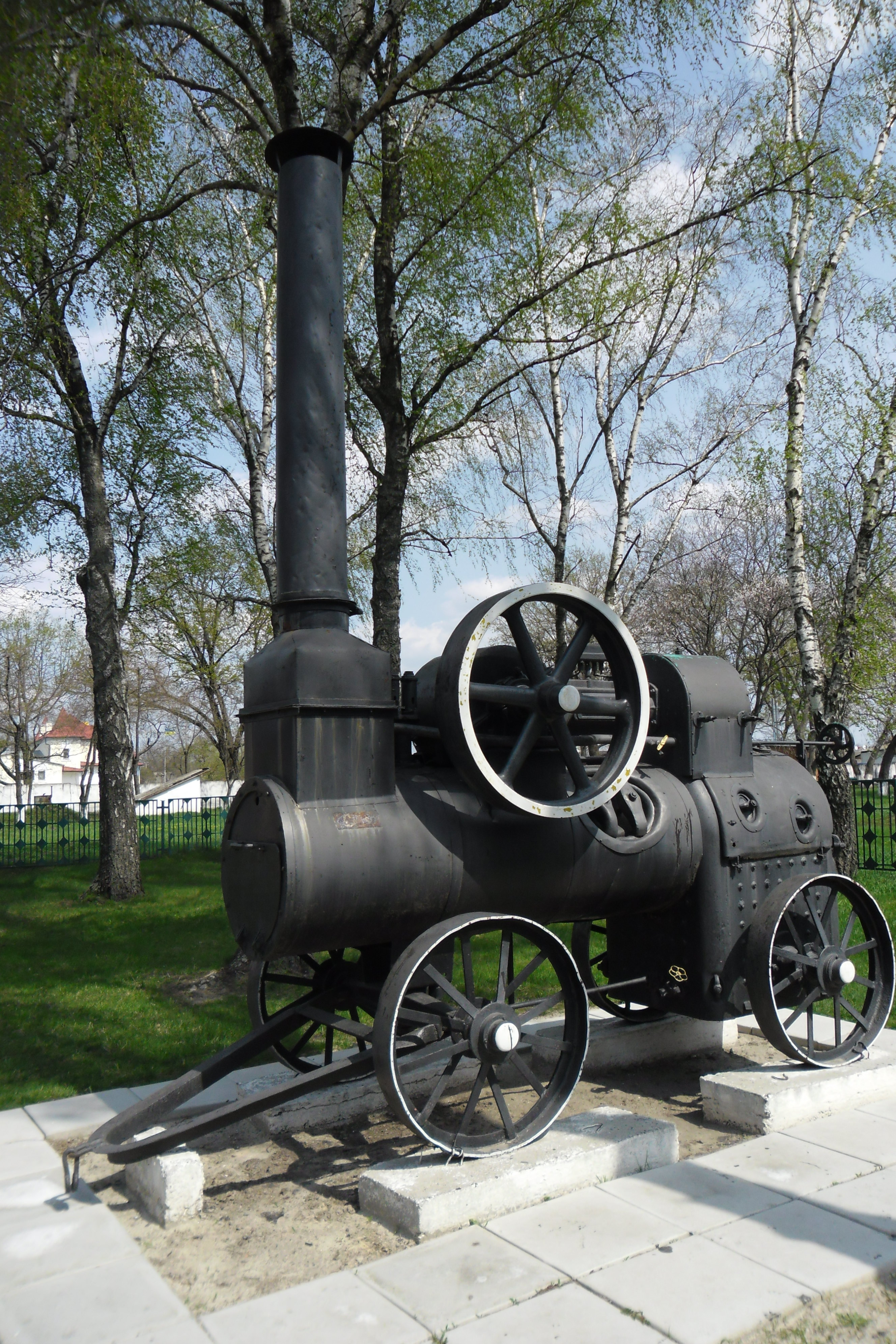
Паровий автомобіль («Парова машина»). Музей м. Диканька.

Парови́й автомобіль — автомобіль, в якому в ролі двигуна використовується паросилова установка. Парові автомобілі з'явилися раніше, ніж паровози, розроблялися й випускалися до середини XX століття.

## Історія
Ще за Середньовіччя були спроби створити вози, що мали б пересуватися силою вітру або мускульною силою людей, що сиділи в них. У 1668 або 1672 році бельгійським єзуїтом Фердінандом Вербістом у його книзі з астрономії була описана машина, що могла рухатися за допомогою струменя пари, що приводив у дію механізми на ній. Є думка, що саме машина Вербіста могла бути першим автомобілем, однак за твердженням противників цієї ідеї доказів існування такої машини немає і вона була розроблена лише як невеличка іграшка. 1680 року Ісаак Ньютон описав екіпаж, що рухався завдяки реактивній силі пари.
Однак, лише у 1769—1770 роках французький військовий інженер і винахідник Н.-Ж. Кюньо створив перший дійсно працюючий транспортний засіб з паровим двигуном, відомий як віз Кюньо. Він міг розвивати швидкість до 4 км/год й везти на собі вантаж у кілька тонн. Однак, через недосконалість конструкції й з інших причин, роботи Кюньо були припинені.
Наступний паровий автомобіль з'явився у Європі лише через 14 років після розробок Кюньо, 1784 року свій віз з паровим двигуном розробив шотландський винахідник Вільям Мердок. 1801 року транспортний засіб з досконалішим паровим двигуном сконструював британський винахідник корнуолець Річард Тревітік, а 1803 року він сконструював і запатентував іншу свою парову карету. Цього ж року Тревітік створив першій в історії паровоз.
У 1821 р. американець Томас Бланчард виготовив парову «безкінну карету», ідеї конструкції якого він пізніше використав у конструкції свого пароплаву.
У 1859 році англійський фермер Томас Авелінг удосконалив локомобіль компанії Clayton & Shuttleworth (для пересування якого доти використовувалася кінна запряжка), зробивши його саморушним (саморушний локомобіль або «рутьє́р»).
У першій третині XIX століття у Англії було зроблено низку спроб створити парові карети різних конструкцій (автомобіль Г. Герні) й омнібусів (паровий омнібус В. Генкока). Пізніше до англійців долучилися французи: фірма De Dion-Bouton, Л. Серполле, А. Болле. У країнах Заходу парові автомобілі отримали певне розповсюдження наприкінці XIX століття, переважно у Франції й Англії.
У ХХ столітті розробки й випуск парових автомобілів продовжилися, у тому числі у СРСР, де 1949 року було розроблено парову вантажівку НАМИ-012, що працювала на дровах.

## Характеристика
У середині XX століття відзначалося, що парова машина, допускаючи безступеневе регулювання і плавне змінення крутного моменту у порівняно широких межах, вигідно відрізняється за характеристиками від низки інших транспортних двигунів. Добра тягова характеристика парової машини і пристосовуваність до перемінних режимів роботи дозволяють спростити трансмісію парового автомобіля. На вантажних парових автомобілях встановлюється спрощена коробка передач з двома ступінями швидкості — прямою і знижувальною передачами. Завдяки реверсивності парової машини «задній хід» у коробці передач у парового автомобіля відсутній.